# Best of Kiss 40
Best of Kiss 40 es un álbum recopilatorio de la banda de hard rock-heavy metal estadounidense Kiss con el motivo de conmemorar la gira japonesa del 2015. Sale a la venta el 28 de enero de 2015 exclusivo para Japón y contiene canciones extraídas de su álbum recopilatorio anterior llamado Kiss 40 Years: Decades of Decibels más la canción inédita Yume no Ukiyo ni Saitemina, en colaboración con el grupo de J-Pop Momoiro Clover Z el cual se le extrajo su sencillo y video promocional.
La edición en DVD incluye tres canciones grabadas en Budokan, Tokio el 24 de octubre de 2013. El audio de esta versión de Hell or Hallelujah fue publicada previamente como una pista adicional en la edición japonesa de Kiss 40 Years: Decades of Decibels.

## Lista de canciones
CD
1. Samurai Son (U.S. Mix)
2. Rock and Roll All Nite (Alive!)
3. Shout It Out Loud (Alive II
4. Beth
5. Hard Luck Woman
6. Detroit Rock City (Kiss Symphony: Alive IV)
7. Calling Dr. Love
8. Christine Sixteen
9. Love Gun
10. I was made for loving you (Single Edit)
11. Shandi
12. I'm a Legend Tonight
13. Lick it up
14. Heaven's on Fire
15. Tears are Falling
16. Crazy, Crazy Nights (live)
17. God Gave Rock and Roll to You II
18. Psycho Circus (Edit)
19. Modern Day Delilah
20. Hell or Hallelujah

DVD
1. Psycho Circus
2. Crazy, Crazy Nights
3. Hell or Hallelujah

## Personal
Integrantes actuales
- Paul Stanley-Vocalista y guitarrista rítmico
- Gene Simmons-Vocalista y bajista
- Tommy Thayer-Guitarrista principal y corista
- Eric Singer-Baterista y corista

Integrantes anteriores
- Ace Frehley: Guitarrista principal y corista
- Peter Criss: Baterista y vocalista
- Bruce Kulick: Guitarrista principal
- Eric Carr: Baterista y corista
- Mark St. John: Guitarrista y corista
- Vinnie Vincent: Guitarrista principal y corista

 Momoiro Clover Z
- Kanako Momota
- Shiori Tamai
- Ayaka Sasaki
- Momoka Ariyasu
- Reni Takagi

- Datos: Q20012765